# Djadochtatheriidae
Djadochtatheriidae zijn een familie van uitgestorven zoogdieren uit de Multituberculata die tijdens het Laat-Krijt in Centraal-Azië leefden.

## Fossiele vondsten
Fossielen van Djadochtatheriidae zijn gevonden in de Djadochtaformatie en Barun Goyotformatie in Mongolië en de Bayan Mandahuformatie in de Volksrepubliek China en hebben een ouderdom van 84,9 tot 70,6 miljoen jaar. Het eerste Mongoolse fossiel, een schedel van Djadochtatherium, werd in 1923 gevonden. In 2001 werd de eerste soort uit China beschreven.

## Indeling
De familie Djadochtatheriidae omvat zes geslachten:
- Catopsbaatar
- Djadochtatherium
- Guibaatar
- Kryptobaatar
- Mangasbaatar
- Tombaatar

## Kenmerken
De verschillende vormen uit de Djadochtatheriidae hadden verschillende leefwijzen. Kryptobaatar en Catopsbaatar waren springende jerboa-achtige omnivoren, terwijl Mangasbaatar een stevig gebouwde, gravende herbivoor was. De Djadochtatheriidae waren middelgrote multituberculaten met een schedellengte van ongeveer 4,5 cm bij Djadochtatherium en 6 cm bij Tombaatar. Onderzoek naar de bouw van de heupgordel van Kryptobaatar heeft aangetoond dat de multituberculaten levende jongen baarden, hoewel de jongen bij de geboorte wel erg klein moeten zijn geweest gezien het smalle geboortekanaal.